# 苔山镇
苔山镇，是中华人民共和国河北省承德市隆化县下辖的一个乡镇级行政单位。
该镇大部分原属于隆化镇，2021年隆化县人民政府宣布调整安州街道、原隆化镇部分行政区划，设立苔山镇。

## 行政区划
苔山镇下辖以下地区：
东街村、北街村、荣顺村、南街村、下甸子村、下洼子村、缸瓦窑沟村、于家沟村、伊逊河沟村、阿拉营村、西沟村、西沟门村、煤窑村、山咀村、苔山后村、闹海营村、石灰窑沟村、头道营村、南二道营村、南三道营村、超梁沟村、黑水村、十二挠海村、哑叭店村、茅茨路村、八台子村、西山村和四道营村。